# Episodi del Muppet Show
Questo è l'elenco dei 120 episodi della serie del Muppet Show. L'ordine di trasmissione degli episodi non esiste, perché varia in base al paese in cui il programma viene trasmesso; gli episodi sono elencati nell'ordine ufficiale, anche se non corrisponde alla messa in onda originale.

## Prima stagione
| nº | Guest star         | Prima TV UK       | Prima TV Italia  |
| -- | ------------------ | ----------------- | ---------------- |
| 1  | Juliet Prowse      | 16 gennaio 1977   | 29 novembre 1977 |
| 2  | Connie Stevens     | 12 febbraio 1977  | 23 dicembre 1977 |
| 3  | Joel Gray          | 5 settembre 1976  | 30 novembre 1977 |
| 4  | Ruth Buzzi         | 3 ottobre 1976    | 7 gennaio 1978   |
| 5  | Rita Moreno        | 12 settembre 1976 | 15 dicembre 1977 |
| 6  | Jim Nabors         | 26 settembre 1976 |                  |
| 7  | Florence Henderson | 17 ottobre 1976   | 16 dicembre 1977 |
| 8  | Paul Williams      | 10 ottobre 1976   | 14 gennaio 1978  |
| 9  | Charles Aznavour   | 28 novembre 1976  | 24 dicembre 1977 |
| 10 | Harvey Korman      | 7 novembre 1976   | 30 dicembre 1977 |
| 11 | Lena Horne         | 31 ottobre 1976   | 8 dicembre 1977  |
| 12 | Peter Ustinov      | 24 ottobre 1976   | 6 dicembre 1977  |
| 13 | Bruce Forsyth      | 30 gennaio 1977   | 21 dicembre 1977 |
| 14 | Sandy Duncan       | 19 settembre 1976 | 7 dicembre 1977  |
| 15 | Candice Bergen     | 14 novembre 1976  | 22 dicembre 1977 |
| 16 | Avery Schreiber    | 12 dicembre 1976  | 20 dicembre 1977 |
| 17 | Ben Vereen         | 21 novembre 1976  | 27 dicembre 1977 |
| 18 | Phyllis Diller     | 5 dicembre 1976   | 28 dicembre 1977 |
| 19 | Vincent Price      | 19 febbraio 1977  | 2 dicembre 1977  |
| 20 | Valerie Harper     | 2 gennaio 1977    | 9 dicembre 1977  |
| 21 | Twiggy             | 19 dicembre 1976  | 1º dicembre 1977 |
| 22 | Ethel Merman       | 5 febbraio 1977   | 14 dicembre 1977 |
| 23 | Kaye Ballard       | 23 gennaio 1977   | 29 dicembre 1977 |
| 24 | Mummenschanz       | 9 gennaio 1977    | 13 dicembre 1977 |

## Seconda stagione
| nº | Guest star        | Prima TV UK       | Prima TV Italia |
| -- | ----------------- | ----------------- | --------------- |
| 1  | Don Knotts        | 5 febbraio 1978   |                 |
| 2  | Zero Mostel       | 5 marzo 1978      |                 |
| 3  | Milton Berle      | 11 novembre 1977  |                 |
| 4  | Rich Little       | 23 settembre 1977 |                 |
| 5  | Judy Collins      | 29 gennaio 1978   |                 |
| 6  | Nancy Walker      | 28 ottobre 1977   |                 |
| 7  | Edgar Bergen      | 7 ottobre 1977    |                 |
| 8  | Steve Martin      | 9 dicembre 1977   |                 |
| 9  | Madeline Kahn     | 30 settembre 1977 |                 |
| 10 | George Burns      | 16 settembre 1977 |                 |
| 11 | Dom DeLuise       | 14 ottobre 1977   |                 |
| 12 | Bernadette Peters | 4 novembre 1977   |                 |
| 13 | Rudolf Nureyev    | 22 gennaio 1978   |                 |
| 14 | Elton John        | 8 gennaio 1978    |                 |
| 15 | Lou Rawls         | 16 dicembre 1977  |                 |
| 16 | Cleo Laine        | 15 gennaio 1978   |                 |
| 17 | Julie Andrews     | 25 dicembre 1977  |                 |
| 18 | Jaye P. Morgan    | 26 febbraio 1978  |                 |
| 19 | Peter Sellers     | 1º gennaio 1978   |                 |
| 20 | Petula Clark      | 12 marzo 1978     |                 |
| 21 | Bob Hope          | 19 febbraio 1978  |                 |
| 22 | Teresa Brewer     | 2 dicembre 1977   |                 |
| 23 | John Cleese       | 21 ottobre 1977   |                 |
| 24 | Cloris Leachman   | 12 febbraio 1978  |                 |

## Terza stagione
| nº | Guest star                         | Prima TV UK      | Prima TV Italia |
| -- | ---------------------------------- | ---------------- | --------------- |
| 1  | Kris Kristofferson e Rita Coolidge | 22 dicembre 1978 |                 |
| 2  | Leo Sayer                          | 26 marzo 1978    |                 |
| 3  | Roy Clark                          | 19 marzo 1978    |                 |
| 4  | Gilda Radner                       | 2 aprile 1978    |                 |
| 5  | Pearl Bailey                       | 9 aprile 1978    |                 |
| 6  | Jean Stapleton                     | 16 aprile 1978   |                 |
| 7  | Alice Cooper                       | 24 novembre 1978 |                 |
| 8  | Loretta Lynn                       | 23 aprile 1978   |                 |
| 9  | Liberace                           | 19 gennaio 1979  |                 |
| 10 | Marisa Berenson                    | 5 dicembre 1978  |                 |
| 11 | Raquel Welch                       | 17 novembre 1978 |                 |
| 12 | James Coco                         | 8 dicembre 1978  |                 |
| 13 | Helen Reddy                        | 1º dicembre 1978 |                 |
| 14 | Harry Belafonte                    | 5 gennaio 1979   |                 |
| 15 | Lesley Ann Warren                  | 12 gennaio 1979  |                 |
| 16 | Danny Kaye                         | 25 dicembre 1978 |                 |
| 17 | Spike Milligan                     | 2 marzo 1979     |                 |
| 18 | Leslie Uggams                      | 26 gennaio 1979  |                 |
| 19 | Elke Sommer                        | 2 febbraio 1979  |                 |
| 20 | Sylvester Stallone                 | 9 febbraio 1979  |                 |
| 21 | Roger Miller                       | 16 febbraio 1979 |                 |
| 22 | Roy Rogers e Dale Evans            | 23 febbraio 1979 |                 |
| 23 | Lynn Redgrave                      | 9 marzo 1979     |                 |
| 24 | Cheryl Ladd                        | 29 dicembre 1978 |                 |

## Quarta stagione
| nº | Guest star        | Prima TV UK      | Prima TV Italia |
| -- | ----------------- | ---------------- | --------------- |
| 1  | John Denver       | 14 dicembre 1979 |                 |
| 2  | Crystal Gayle     | 2 novembre 1979  |                 |
| 3  | Shields e Yarnell | 23 novembre 1979 |                 |
| 4  | Dyan Cannon       | 25 gennaio 1980  |                 |
| 5  | Victor Borge      | 9 novembre 1979  |                 |
| 6  | Linda Lavin       | 7 dicembre 1979  |                 |
| 7  | Dudley Moore      | 24 ottobre 1979  |                 |
| 8  | Arlo Guthrie      | 21 dicembre 1979 |                 |
| 9  | Beverly Sills     | 16 novembre 1979 |                 |
| 10 | Kenny Rogers      | 30 novembre 1979 |                 |
| 11 | Lola Falana       | 18 gennaio 1980  |                 |
| 12 | Phyllis George    | 11 gennaio 1980  |                 |
| 13 | Dizzy Gillespie   | 4 gennaio 1980   |                 |
| 14 | Liza Minnelli     | 28 dicembre 1979 |                 |
| 15 | Anne Murray       | 1º febbraio 1980 |                 |
| 16 | Jonathan Winters  | 8 febbraio 1980  |                 |
| 17 | Mark Hamill       | 29 febbraio 1980 |                 |
| 18 | Christopher Reeve | 15 febbraio 1980 |                 |
| 19 | Lynda Carter      | 22 febbraio 1980 |                 |
| 20 | Alan Arkin        | 21 marzo 1980    |                 |
| 21 | Doug Henning      | 14 marzo 1980    |                 |
| 22 | Andy Williams     | 7 marzo 1980     |                 |
| 23 | Carol Channing    | 28 marzo 1980    |                 |
| 24 | Diana Ross        | 4 aprile 1980    |                 |

## Quinta stagione
| nº | Guest star                    | Prima TV UK      | Prima TV Italia |
| -- | ----------------------------- | ---------------- | --------------- |
| 1  | Gene Kelly                    | 4 gennaio 1981   |                 |
| 2  | Loretta Swit                  | 12 ottobre 1980  |                 |
| 3  | Joan Baez                     | 14 dicembre 1980 |                 |
| 4  | Shirley Bassey                | 15 marzo 1981    |                 |
| 5  | James Coburn                  | 19 ottobre 1980  |                 |
| 6  | Brooke Shields                | 9 novembre 1980  |                 |
| 7  | Glenda Jackson                | 28 dicembre 1980 |                 |
| 8  | Señor Wences e Bruce Schwartz | 23 novembre 1980 |                 |
| 9  | Debbie Harry                  | 25 gennaio 1981  |                 |
| 10 | Jean-Pierre Rampal            | 30 novembre 1980 |                 |
| 11 | Paul Simon                    | 22 febbraio 1981 |                 |
| 12 | Melissa Manchester            | 16 novembre 1980 |                 |
| 13 | Tony Randall                  | 2 novembre 1980  |                 |
| 14 | Mac Davis                     | 8 marzo 1981     |                 |
| 15 | Carol Burnett                 | 8 febbraio 1981  |                 |
| 16 | Gladys Knight                 | 7 dicembre 1980  |                 |
| 17 | Hal Linden                    | 11 gennaio 1981  |                 |
| 18 | Marty Feldman                 | 21 dicembre 1980 |                 |
| 19 | Chris Langham                 | 1º marzo 1981    |                 |
| 20 | Wally Boag                    | 18 gennaio 1981  |                 |
| 21 | Johnny Cash                   | 1º febbraio 1981 |                 |
| 22 | Buddy Rich                    | 15 febbraio 1981 |                 |
| 23 | Linda Ronstadt                | 6 ottobre 1980   |                 |
| 24 | Roger Moore                   | 5 ottobre 1980   |                 |